# Suga
Min Yoon-gi (en hangul, 민윤기; Daegu, 9 de marzo de 1993), más conocido por sus nombres artísticos Suga y Agust D, es un rapero, cantante, letrista, compositor, productor y bailarín surcoreano. En 2013, debutó como miembro del grupo BTS bajo la compañía Big Hit. 
Comenzó su notoriedad con el grupo BTS en 2013, bajo la compañía Big Hit Music. El 15 de agosto de 2016 publicó su primer mixtape debut en solitario titulado Agust D, del cual salieron dos vídeos musicales para los temas «Agust D» y «Give it to Me». Tiene más de 101 canciones acreditadas a su nombre por la Korea Music Copyright Association (KOMCA).

## Biografía y carrera artística

### 1993-2010: Primeros años
Min Yoon-gi nació el 9 de marzo de 1993 en la ciudad de Daegu, al sureste de Corea del Sur. Empezó a interesarse por la música en quinto de primaria después de ver una actuación de Stony Skunk en televisión, y fue así como empezó a escuchar a grupos hip-hop como Epik High. En segundo curso de la escuela media actuó por primera vez en un escenario interpretando el tema «Go Back» del grupo Dynamic Duo. A los trece años comenzó a aprender a utilizar la tecnología MIDI y a escribir sus propias canciones.
A los diecisiete años y gracias a un mentor, entró a formar parte de un grupo de rap underground llamado D-Town. Mientras formaba parte de esta agrupación produjo la canción «518-062», que es un tema conmemorativo a la Masacre de Gwangju. En una entrevista con la revista Grazia declaró: «Cuando trabajaba en el estudio, componía canciones o hacía ritmos e incluso los vendía. Después empecé a rapear y a hacer actuaciones de forma natural. Mientras trabajaba allí era difícil pagar la comida o el transporte. (...) Pero aunque era difícil quería hacer música, así que lo soportaba».
En 2010 Suga participó en las audiciones Hit It llevadas a cabo por Big Hit. Quedó segundo en la competición que se celebró y entró a formar parte de la compañía el 7 de noviembre de 2010.

### 2013-presente: BTS
Suga entrenó bajo Big Hit Entertainment por tres años junto a sus compañeros RM y J-Hope. A pesar de haber entrado en Big Hit como compositor, el 13 de junio de 2013 debutó con el grupo BTS como rapero con el sencillo «No More Dream» de su primer álbum debut, 2 Cool 4 Skool.
Suga confesó que su hermano mayor había jugado un papel importante en su carrera en la música al ser el único miembro de su familia que le había apoyado cuando decidió presentarse a la audición de Big Hit. Llegó a escribir el tema «Never Mind» incluido en el álbum The Most Beautiful Moment in Life, Part 2 sobre el desprecio de su familia hacia su deseo de convertirse en músico. El seudónimo Agust D curiosamente viene de «DT Suga» a la inversa, el nombre que utilizaba cuando comenzó a escribir letras, donde «DT» significa «Daegu Town».
En octubre de 2018 recibió la Orden al Mérito Cultural, específicamente la quinta clase (Hwagwan), por parte del Presidente de Corea del Sur, junto a los demás miembros del grupo.
El 21 de julio de 2021, recibió un título aún más estimado: Enviado presidencial especial para las generaciones futuras y la cultura, otorgado a él y a sus compañeros de banda junto con el presidente Moon Jae-in. Esta misión tiene como objetivo establecer una agenda global para las generaciones futuras que se centre en el crecimiento sostenible al tiempo que fortalece los esfuerzos diplomáticos de Corea del Sur en todo el mundo.

### 2016-presente: Actividades en solitario

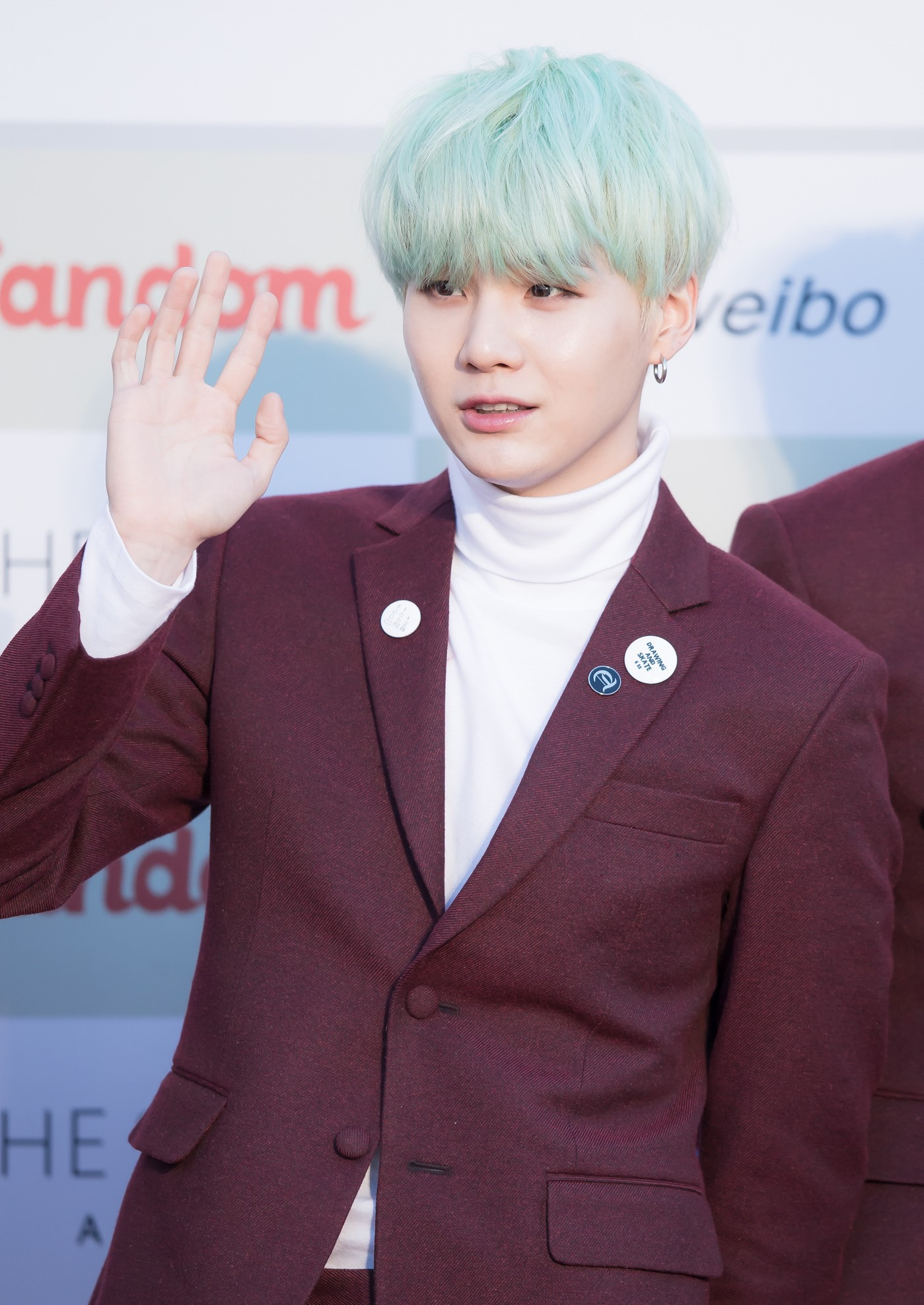
Suga en los Gaon Chart Music Awards de 2016.

Publicó su primer mixtape Agust D mediante SoundCloud el 15 de agosto de 2016. Decidió no comercializar su proyecto al describirlo como el «sentimiento de estar atrapado en un sistema». En el disco discute temas como sus problemas de depresión y fobia social. Fuse TV lo nombró uno de los 20 mejores mixtapes de 2016.
En 2017 compuso la canción «Wine» para la cantante Suran, con quien ya había trabajado en un tema de su mixtape. Suran pidió la canción tras escuchar un borrador en el estudio de Suga. Esta alcanzó el puesto 2 de la Gaon Digital Chart y ganó en la categoría «Mejor canción R&B/Soul del año» en los Melon Music Awards el 2 de diciembre de 2017. Suga también ganó el premio «Hot Trend» por su trabajo en el tema.
Suga publicó nuevamente su mixtape para su compra en digital y streaming en febrero de 2018. Este alcanzó el número 3 de la lista Billboard World Albums, el 5 en Heatseekers Albums y el 74 en Top Album Sales.
El 22 de enero de 2019 se publicó la canción «Song Request», una colaboración que realizó con la cantante surcoreana Lee So-ra; esta fue escrita por Suga y Tablo de Epik High, quien también produjo la pista. «Song Request» debutó en el número 3 de la Gaon Digital Chart y en la posición 2 de la lista Billboard World Digital Songs al tener 3 000 descargas en Estados Unidos. El 27 de febrero de 2019 se anunció que Suga había producido la canción «Eternal Sunshine» del EP Sleepless in __________ de Epik High.
El 22 de mayo de 2020 publicó también de manera gratuita su segundo mixtape D-2 en SoundCloud y Youtube, en el cual colaboró con varios artistas como Niihwa en «28», MAX en «Burn» y su compañero de grupo RM en «Strange (이상하지 않은가)». El álbum se compone de 10 tracks y tuvo algunos retrasos en su publicación debido a la alta exigencia que tuvo en BTS durante sus años de producción. 
Uno de sus últimos proyectos es SUCHWITA 슈취타 un programa que se estrenó el 5 de diciembre de 2022, donde entrevista a invitados estrella mientras beben alcohol, conversando de una forma sincera,. El programa se transmite en el canal oficial de BTS en YouTube BANGTANTV. 
El 21 de abril de 2023 lanzó su primer álbum en solitario, D-Day, bajo su alias Agust D. El proyecto es la última entrega de la trilogía de mixtapes de Suga, que incluye Agust D (2016) y D-2 (2020). El 14 de febrero de 2023, Suga anunció su propia gira en solitario, empezando el 26 de abril en UBS Arena de Elmont, EEUU, y terminando el 25 de junio en Seúl, Corea del Sur.
A través de la sus mixtapes Agust D ha creado una narrativa sobre sus reflexiones en cuanto a la sociedad coreana y específicamente la carrera para conseguir la fama dentro de la industria musical, a la vez que habla de sus propias batallas internas contra la depresión, la fobia social, y otras dificultades en su vida privada. Varias canciones de su segundo y tercer trabajo hacen sampling de sus propias canciones anteriores, funcionando como puente para continuar ideas, complejizarlas o cerrar ciertos núcleos de su expresión. En las últimas dos entregas, Agust D utiliza el video musical para contar también una historia que se continúa a través de los álbumes.
Ha hecho colaboraciones con la marca italiana Valentino.

## Arte
Suga es responsable de la escritura, composición, arreglo, mezcla y masterización de su música, además de producir canciones hiphop y R&B. Tiene más de 100 canciones acreditadas por parte de la Korea Music Copyright Association. Sus letras involucran temas que están «llenos de sueños y esperanza», cuyo objetivo es convertirse en «la fortaleza de muchas personas». Él cita a Stony Skunk y Epik High como sus inspiraciones para dedicarse a la música hiphop y por despertar su interés en el género, específicamente el álbum híbrido de reggae-hiphop Ragga Muffin de este último grupo ya que es «completamente diferente» de la música comercial.
Jeff Benjamin, de Fuse, dijo que el mixtape de Suga muestra «el oído de la estrella para producciones de moda, un estilo de rap hardcore, y cómo convierte sus vulnerabilidades en su fuerza». Otros críticos mencionaron que «la ejecución narrativa de Suga en la música que crea derriba la barrera de la censura».
En enero de 2018 fue nombrado miembro de la Korea Music Copyright Association.

### Impacto e influencia
En 2017 se posicionó en el puesto 17 de los idols más preferidos en una encuesta realizada por Gallup Corea, mientras que para el año 2018 se situó en la posición 7. Zuho, del grupo SF9, citó a Suga como su modelo a seguir.

## Otras actividades

### Filantropía y creencias personales
Suga ha hablado abiertamente sobre salud mental y la igualdad para la comunidad LGBTQ+. Por su cumpleaños 25, Suga donó diez kilogramos de carne a 39 orfanatos en Corea bajo el nombre del fan club del grupo, ARMY. En tanto que un año después, aportó KR ₩100 000 (US $88 000) a la Fundación de Cáncer Pedriático de Corea junto con 329 muñecos de su personaje de BT21, Shooky.

## Discografía
Álbumes de estudio
- 2023: D-day

Mixtapes
- 2016: Agust D
- 2020: D-2

## Filmografía

### Programas web
| Año         | Título       | Papel                 | Ref.   |
| ----------- | ------------ | --------------------- | ------ |
| 2022 - 2025 | Suchwita     | Presentador           | [ 39 ] |
| 2023        | IU's Palette | Invitado e intérprete | [ 40 ] |

## Giras
- Suga Agust D Tour (2023)

## Premios y nominaciones
| Premiación                | Año  | Categoría                             | Nominado/trabajo                       | Resultado | Ref.   |
| ------------------------- | ---- | ------------------------------------- | -------------------------------------- | --------- | ------ |
| Circle Chart Music Awards | 2023 | Música digital global – abril         | «That That» (con Psy)                  | Nominado  | [ 41 ] |
| Golden Disc Awards        | 2023 | Canción digital – Bonsang             | «That That» (con Psy)                  | Ganador   |        |
| Grammy Awards             | 2023 | Álbum del año                         | Music of the Spheres (como compositor) | Nominado  | [ 42 ] |
| MAMA Awards               | 2019 | Mejor colaboración                    | «Song Request» (con Lee So-ra)         | Ganador   | [ 43 ] |
| MAMA Awards               | 2020 | Mejor colaboración                    | «Eight» (con IU)                       | Ganador   | [ 44 ] |
| MAMA Awards               | 2022 | Mejor colaboración                    | «That That» (con Psy)                  | Ganador   | [ 45 ] |
| MAMA Awards               | 2022 | Mejor presentación de baile - Solista | «That That» (con Psy)                  | Ganador   | [ 45 ] |
| MAMA Awards               | 2022 | Canción del año                       | «That That» (con Psy)                  | Nominado  | [ 46 ] |
| Melon Music Awards        | 2017 | Hot Trend                             | «Wine» (como productor)                | Ganador   | [ 47 ] |
| Melon Music Awards        | 2022 | Canción del año                       | «That That» (con Psy)                  | Nominado  | [ 48 ] |
| Seoul Music Awards        | 2023 | Elección de los fanáticos – abril     | Suga                                   | Pendiente | [ 49 ] |